# Юмагузинская ГЭС
Юмагузинская гидроэлектростанция — ГЭС на реке Белой в Кугарчинском районе Башкортостана. Входит производственным подразделением Салаватской ТЭЦ в состав ООО "Башкирская генерирующая компания".

## Общие сведения
Строительство ГЭС началось в 1998 году, окончилось в 2007 году.
Состав сооружений ГЭС:
- насыпная плотина с суглинистым ядром длиной 605 м и высотой 70 м;
- поверхностный береговой водосброс;
- подводящий канал длиной 90 м;
- подводящий водовод длиной 70 м;
- приплотинное здание ГЭС.

Мощность ГЭС — 45 МВт. В здании ГЭС установлено три поворотно-лопастных гидроагрегата мощностью по 15 МВт, работающих при расчётном напоре 40 м. Напорные сооружения ГЭС образуют Юмагузинское водохранилище площадью 35,6 км², полным объёмом 890 млн.м³.
ГЭС спроектирована институтом «Гидропроект».
Юмагузинский гидроузел решает в первую очередь задачи обеспечения водоснабжения и защиты от наводнений, с попутной выработкой электроэнергии.
Юмагузинская ГЭС входит в состав ООО «Башкирская генерирующая компания», строительство осуществлялось ООО «Юмагузинское водохранилище».

## Экологические проблемы
Юмагузинский гидроузел создан в узкой горной долине, и площади затоплений ценных земель невелики. Гидроузел критикуется за затопление земель национального парка «Башкирия», сокращение ареалов ряда редких животных и растений. Высказывались опасения по поводу ухудшения качества воды в водохранилище и реке Белой, а также потери воды из водохранилища в подземные карстовые пустоты.

## История строительства

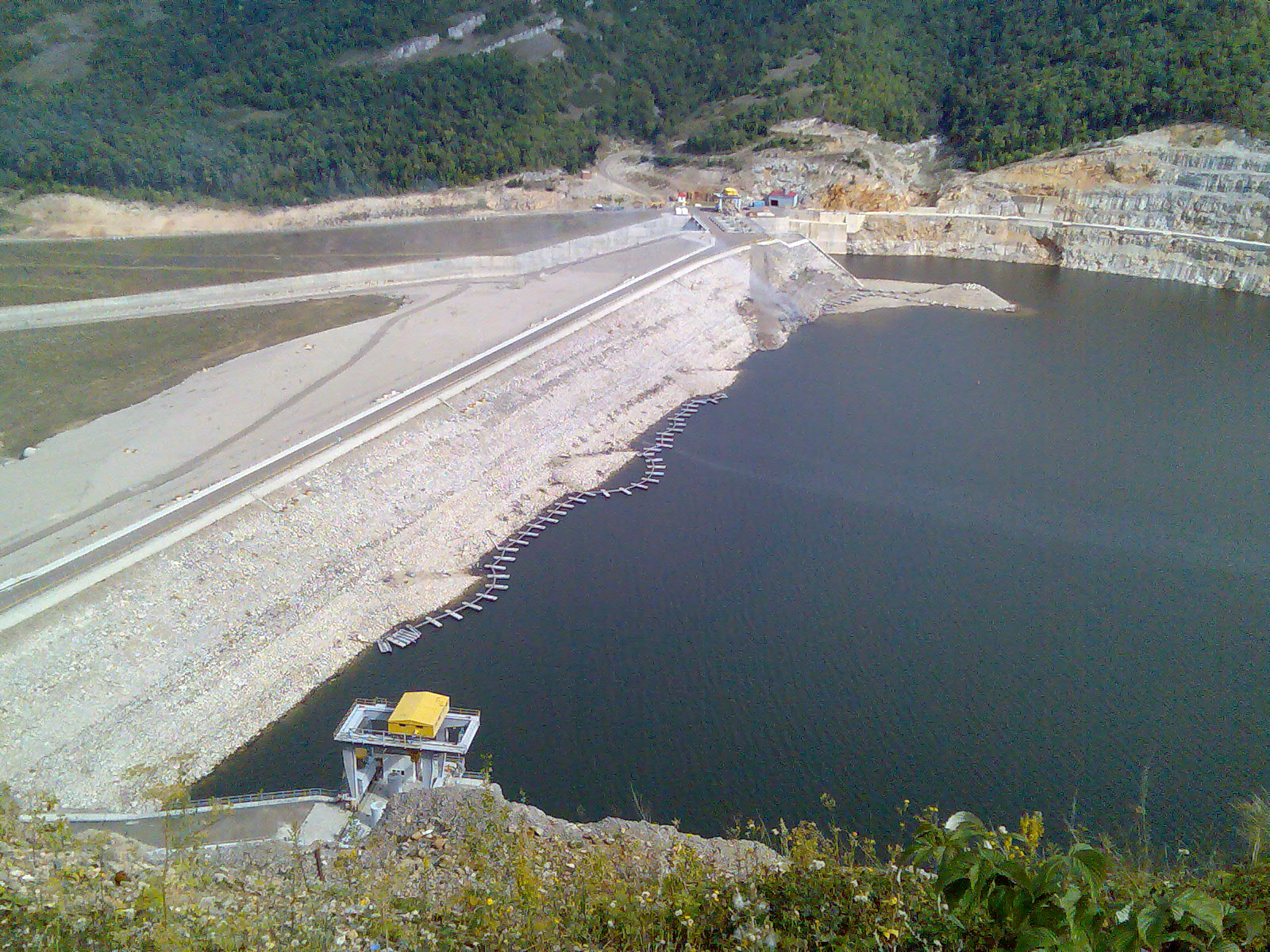
Плотина Юмагузинской ГЭС

Создание водохранилища для решения проблем водоснабжения промышленных районов Башкирской АССР проектировалось с 1970-х гг. В 1982 были начаты подготовительные работы по созданию Иштугановского водохранилища на р. Белой, в 14 км ниже створа Юмагузинской ГЭС (объёмом 3 км³ и площадью более 150 км2). Строительство водохранилища встретило активные протесты экологов, пользовавшихся в конце 1980-х гг. большой общественной поддержкой, и было остановлено в 1989 году.
В последующем вместо Иштугановского водохранилища был разработан проект каскада из трёх водохранилищ на реке Белой с меньшими площадями затопления. В 1998 году началось строительство первого из них — Юмагузинского.
Строительство гидроузла шло быстрыми темпами. 10 июня 2003 г. было перекрыто русло реки Белой, 7 октября 2004 г. пущен первый гидроагрегат, в декабре 2004 г. — второй, 2 апреля 2005 г. — третий. 21 июля 2007 года гидроузел был торжественно введён в эксплуатацию.